# Hextech Mayhem
Hextech Mayhem: A League of Legends Story est un jeu vidéo de rythme développé par Choice Provisions et édité par Riot Forge, une division d'édition de Riot Games, les développeurs de League of Legends. Hextech Mayhem est sorti le 16 novembre 2021 aux côtés de Ruined King. Les deux jeux utilisent des personnages de League of Legends dans leur histoire et leur gameplay,,.

## Accueil
Hextech Mayhem a reçu des avis « mitigés ou moyens » selon l'agrégateur d'avis Metacritic.
Chris Carter de Destructoid a donné au jeu une note de huit sur dix, louant la bande originale du jeu comme étant l'un des meilleurs travaux de Choice Provisions.
Nintendo World Report a fait l'éloge du jeu pour sa fluidité et a critiqué les nombreux problèmes techniques présents dans le port Switch du jeu, qualifiant ses baisses de framerate comme ahurissantes pour un jeu de rythme tout en qualifiant le freestyle de « frustrant et limitant ».